# Agyrta dux
Agyrta dux là một loài bướm đêm thuộc phân họ Arctiinae, họ Erebidae.